# 채인규
채인규(蔡仁揆: 1230년~1303년 12월 7일(음력 10월 28일))는 고려의 문신·재상이다. 본관은 평강이며, 평장사(平章事) 채정(蔡禎)의 아들이자 채우의 아버지다. 또한 임유인(林惟栶), 우정(于琔), 셍게[桑哥], Beihaili[孛哈里/布哈爾: 1251년~1299년]의 장인이기도 하다.

## 약력
- 1230년(고종 17): 태어남.

- 1245년(고종 32): 16살의 나이로 의장부산원(儀仗府散員)에 시직(試職)으로 제수받음.[5]

- 1270년(원종 11): 원종이 용천역(龍泉驛)에 도착하자 우승선(右承宣)으로서 정당문학(政堂文學) 유천우(兪千遇)와 함께 어가를 영접함.[6]

- 채인규의 셋째 딸이 우정(于琔)의 아내가[7] 됨.[8]

- 1273년(원종 14) : 사위 우정(于琔)이 죽임을 당할 때[9] 추밀사로서 연루돼 영흥도로  유배됨.[8]

- 1288년(충렬왕 14): 아들 채우가 동진사(同進士)의 수석으로 급제함.[10]

- 1289년(충렬왕 15): 자신의 아홉째 딸을 장순룡의 주선으로 셍게[桑哥]에게 시집보냄.[11]

- 1291년(충렬왕 17): 자신의 사위 셍게[桑哥: ?~1291년 8월 17일(음력 7월 22일)[12]]가 숙청당함.[12][13]

- 1298년(충선왕 즉위): (셍게가 숙청당한 뒤 셍게의 전 아내인) 아홉째 딸을 Beihaili[孛哈里 또는 不阿里 또는 布哈爾]에게 시집보냄.[14]

- 이후 도첨의중찬(都僉議中贊)[15]으로 물러남.

- 1303년(충렬왕 29): 원나라 사신에게 오잠(吳潛[16])의 처벌을 주청함.[17]

- 같은 해: 12월 7일(음력 10월 28일)에 죽음. 향년 74세.[18][5]

## 참고 자료
- 〈채인규 묘지명〉
- 〈오기 묘지명〉
- 《고려사》
- 《원사》
- 유민중(劉敏中), 《중엄집(中庵集)》
- Angela Schottenhammer, 《The East Asian Mediterranean: Maritime Crossroads of Culture, Commerce and Human Migration》, Otto Harrassowitz Verlag, 2008

## 같이 보기
- 염제신: 고모부가 원나라의 중서평장(中書平章) 말길(末吉)
- 류보발(柳甫發): 맏딸 사위가 원나라 심양로(瀋陽路) 다루가치 홍천군(洪川君) 홀실첩목이(忽失怗木耳)